# Limans
Limans is een gemeente in het Franse departement Alpes-de-Haute-Provence (regio Provence-Alpes-Côte d'Azur) en telt 334 inwoners (2008). De plaats maakt deel uit van het arrondissement Forcalquier.

## Geografie
De oppervlakte van Limans bedraagt 21,1 km², de bevolkingsdichtheid is 15,8 inwoners per km².
De onderstaande kaart toont de ligging van Limans met de belangrijkste infrastructuur en aangrenzende gemeenten.

## Demografie
Onderstaande figuur toont het verloop van het inwonertal (bron: INSEE-tellingen).
Vanwege een beveiligingsprobleem met de MediaWiki Graph-software is het momenteel niet mogelijk deze grafiek weer te geven. Zodra de software is bijgewerkt zal de grafiek vanzelf weer zichtbaar worden.